# 樹研科技
樹研科技有限公司，簡稱樹研科技（英語：Juken Technology Limited，SGX：J15），在由日本樹研工業株式會社在新加坡設立，專門在新加坡、中國內地經營生產及銷售塑料模具。

## 历史
1992年建立，該總部位於33 Loyang Way Singapore, 508731。股份在2003年7月4日於新加坡交易所主板上市。招股價為0.22坡元，配售股份為30,000,000股，集資額為6,600,000坡元。而在2012年1月，Frencken Group Limited進行收購股權，已獲得交易部批准。